# Кужва
Кужва — река в России. Берёт начало в Юрлинском районе Пермского края, но большая часть течения находится в Верхнекамском районе Кировской области. Впадает в Каму по правому берегу в 1310 км от её устья. Длина реки составляет 76 км, площадь водосборного бассейна — 847 км².
Исток реки на Верхнекамской возвышенности в Пермского крае рядом с границей Кировской области в 15 км к северу от посёлка Усть-Берёзовка. Исток находится на водоразделе, рядом берёт начало река Лолог (приток Косы). Река течёт на северо-запад, вскоре после истока перетекает в Кировскую область. Всё течение проходит по ненаселённому, заболоченному лесу. Впадает в Каму ниже села Кай. Ширина реки у устья — 30-40 метров.

## Притоки
(указано расстояние от устья)
- 17 км: река Ашкашер (лв)
- 26 км: река Жекан (лв)
- река Глубоковка (пр)
- 33 км: река Вольва (пр)
- река Долгая (лв)
- 55 км: река Базынин (лв)
- река Крюковка (пр)
- 63 км: река Полуденка (лв)

## Данные водного реестра
По данным государственного водного реестра России относится к Камскому бассейновому округу, водохозяйственный участок реки — Кама от истока до водомерного поста у села Бондюг, речной подбассейн реки — бассейны притоков Камы до впадения Белой. Речной бассейн реки — Кама.
Код объекта в государственном водном реестре — 10010100112111100001099.